# Lars Svensson (politiker)
Lars Gustaf Svensson, född 10 oktober 1925 i Södra Unnaryds församling i Jönköpings län, död 21 januari 2002 i Martin Luthers församling i Halmstad, var en svensk politiker (socialdemokrat) och riksdagsledamot 1981–1991.
Svensson var suppleant i försvarsutskottet 1988–1991.